# Donacia aequidorsis
Donacia aequidorsis  (лат.) — вид листоедов (Chrysomelidae) из подсемейства радужниц (Donaciinae). Распространён в России (северных берегах и в Каспийском море)